# Arsy Widianto
Muhammad Arsy Widianto (ur. 26 listopada 1999 w Dżakarcie lub Bandungu) – indonezyjski piosenkarz.

## Życiorys
Urodził się w 1999 r. jako syn Yoviego Widianto i Dewayani. Ze względu na karierę muzyczną ojca od dzieciństwa interesował się muzyką i śpiewaniem. W wieku nastoletnim ujawniły się jego zdolności wokalne.
Debiutował w 2018 r. singlem pt. „Nembak #MenyatakanCinta”. W 2018 r. został laureatem AMI (Anugerah Musik Indonesia) w kategorii najlepszy duet popowy, za utwór „Dengan Caraku” (wraz z Brisią Jodie). Utwór ten przyniósł mu szerszą rozpoznawalność. W 2020 r. wraz z Brisią Jodie wydał minialbum pt. Soulmate.

## Dyskografia
Źródła: 
Single
- 2018: „Nembak #MenyatakanCinta”
- 2018: „Dengan Caraku”
- 2019: „Hey Cinta”
- 2019: „Sejauh Dua Benua”
- 2020: „Cerita Cinta”
- 2020: „Rindu Dalam Hati”
- 2020: „Mantan Teman”
- 2021: „Cintanya Aku”
- 2021: „Diam-Diam”
- 2021: „Padamu Luka”
- 2021: „Bahaya”
- 2021: „Bahaya” (wersja koreańskojęzyczna)

Minialbumy
- 2020: Soulmate
- 2021: Arti untuk Cinta